# 9357 Venezuela
9357 Venezuela (1992 AT3) là một tiểu hành tinh vành đai chính được phát hiện ngày 11 tháng 1 năm 1992 bởi O. A. Naranjo ở Mérida.